# Brigitte Beyeler
Brigitte Beyeler (* 1967 in Langenthal) ist eine Schweizer Schauspielerin und Hörspielsprecherin.

## Leben
Brigitte Beyeler erhielt ihre Ausbildung von 1987 bis 1990 an der Zürcher Hochschule der Künste. Ein erstes Engagement nahm sie in der Zeit von 1991 bis 1995 am Schauspielhaus Bochum an. Dort spielte sie unter der Regie von Frank-Patrick Steckel in Heiner Müllers Stück Zement und die Liese Bänsch in Gerhart Hauptmanns Drama Michael Kramer unter der Regie von Peter Löscher. Von 1995 bis 1996 war sie an den Städtischen Bühnen Freiburg engagiert. 1997 spielte sie unter der Regie von Wolfgang Kraßnitzer am Hamburger Theater im Zimmer in dem von Karl Schönherr verfassten Drama Der Weibsteufel. 1998 stand sie am Theater Basel unter anderem unter der Regie von Michael Thalheimer auf der Bühne.
Daneben steht sie seit 1997 auch vor der Kamera. Neben Auftritten in einer Reihe von Fernsehserien wie SOKO Leipzig, Der kleine Mönch, Schlosshotel Orth spielte sie neben Christine Neubauer und Hardy Krüger junior in dem Fernsehfilm Die Schokoladenkönigin mit.
Brigitte Beyeler ist auch als Hörspielsprecherin tätig. 1996 war sie in der Hörspielproduktion des WDR/ORF Herr Dürrenmatt nimmt ein Blutbad zu hören.

## Filmografie (Auswahl)
- 1997: Die Feuerengel (zwei Folgen)
- 1999: Exklusiv
- 1999–2001: Im Namen des Gesetzes (vier Folgen)
- 2000: Komiker
- 2001: Im Namen der Gerechtigkeit
- 2001: Tod durch Entlassung
- 2001: SOKO Leipzig – Abschied für immer
- 2001: Schlosshotel Orth – Die Überraschung
- 2001: Ein starkes Team – Verraten und verkauft
- 2001: Die Tasche
- 2002: Geld macht sexy
- 2002: Der kleine Mönch – Tod dem Vampir
- 2002: A.K.A. Birdseye
- 2002: Broti & Pacek – Irgendwas ist immer – Südlich der Gürtelschnalle
- 2004: Die Sitte – Der letzte Kunde
- 2004: (T)Raumschiff Surprise – Periode 1
- 2002–2005: Küstenwache (zwei Folgen)
- 2005: Die Schokoladenkönigin
- 2005: Der Schatz der weißen Falken
- 2005: Wilsberg: Ausgegraben
- 2007: Post Mortem – Amok
- 2008: Geld oder Leben
- 2015: Verdacht
- 2017: Tatort – Kriegssplitter
- 2017: Tatort – Zwei Leben
- 2019: Tatort – Ausgezählt
- 2019: Tatort – Der Elefant im Raum

## Hörspiele (Auswahl)
- 1990: Prinzessin Pfiffigunde
- 1996: Sie erzählen
- 1996: Herr Dürrenmatt nimmt ein Blutbad
- 2000: Nocturne (Thema Utopie)